# Такам, Анук
Ану́к Айме́ Така́м Кенмое́  (фр. Anuk Aime Takam Kenmoe; 21 июня 1979, Дуала) — камерунский футболист, полузащитник.

## Карьера
Анук родом из футбольной семьи — его отец также был футболистом. Дебютировал в большом футболе в 17 лет в составе «Униона», выступавшего в высшем дивизионе Камеруна. Привлекался в юношескую сборную Камеруна.
В 1998 году агент, который до этого открыл российскому футболу Жерри-Кристиана Тчуйсе, Патриса Тонга и Дидье Бианга, организовал переход Такама в краснодарскую «Кубань», за дубль которой он выступал в чемпионате края. Выступал за «Содовик» (Стерлитамак), немецкий «Карлсруэ», оттуда же перебрался в новороссийский «Черноморец». В конце 2006 года стал первым приобретением «Балтики». В марте 2009 года перешёл в липецкий «Металлург». Сезон 2010/11 провёл в чемпионате Туниса, выступая за «Олимпик» из Беджи.